# Tato Sanint
Gustavo Alberto Sanint Alarcón (Pereira, 30 de enero de 1962) más conocido como el Tato Sanint, es un periodista deportivo y relator de fútbol colombiano. Fue narrador en el Fenómeno del Fútbol de Caracol Radio. Actualmente es narrador del canal deportivo Win Sports.

## Biografía
Gustavo "Tato" Sanint nace en Pereira. Allí realiza sus estudios escolares de primaria y bachillerato, y rápidamente desarrolla una pasión por el deporte y la radio.

### Trayectoria periodística
En 1980, teniendo tan solo 18 años, ingresa al hoy desaparecido Grupo Radial Colombiano. Allí rápidamente comienza su trayectoria como locutor presentando diversas secciones de noticias y del deporte acompañando a su mayor referente y mentor, el ya fallecido periodista Pedro León Londoño. Tras haber pasado por varios grupos y medios radiales pequeños, en 1988 ingresa definitivamente a Caracol Radio, donde permanece hasta la fecha. Desde entonces, en dicha empresa es relator deportivo, siendo una de las caras de la señal y siendo comúnmente conocido como La Voz de Oro de Colombia. En paralelo, ingresa en 2013 al naciente canal Win Sports, donde trabajó hasta el 2022. Allí relataba también diversos partidos del Fútbol Profesional Colombiano. Tiene un canal de YouTube llamado Directo y Sin Barrera, donde transmite sin imagen partidos de fútbol al igual que programas de análisis deportivo, acompañado de periodistas como Esteban Jaramillo y Jorge Eliécer Campuzano, además de su propio canal que lleva su nombre y es donde sube distintos recuerdos de relatos y momentos memorables de su carrera.
En 1995 en compañía de Carlos Julio Guzmán ha estado relatando partidos de baloncesto donde el equipo Sabios de Manizales jugaba las finales del campeonato profesional de ese año en condición de local, esto se dio por transmitido en el Canal 3 de la extinta Inravisión, esto como dato adicional ya que anteriormente mencionado el deporte que más transmite es el fútbol.

### El Fenómeno del Fútbol de Caracol Radio
A Caracol Radio ingresó en 1988. Ha relatado para el programa El Fenómeno del Fútbol, sección deportiva de la emisora, una infinidad de partidos de diversas competiciones tales como la Copa Mundial de Fútbol, la UEFA Champions League, los partidos de la Selección de fútbol de Colombia y constantemente el partido más importante del Fútbol Profesional Colombiano. Dentro de estos, se le atribuyen frases como el reconocido Take take take, vino vino vino en su característico grito de gol. Además, a lo largo de su carrera ha compartido transmisión con reconocidos comentaristas de Colombia, tales como Hernán Peláez, Wbeimar Muñoz, César Augusto Londoño, Juan Felipe Cadavid, Gabriel Chemas Escandón, Iván Mejía Álvarez quien fue además su más reconocido compañero hasta que se retiró del periodismo deportivo en 2018, y Diego Rueda quien es su principal comentarista desde el retiro de Iván Mejía y que también lo acompañó ocasionalmente en Win Sports. En el mes de febrero del 2025 las directivas de Caracol Radio tomo la decisión de no continuar con el narrador deportivo dando así por finalizado casi 37 años de trayectoria en la emisora en la cual laboraba.

## Vida personal
Vive en Pereira y está casado desde el 2 de septiembre de 1988, llevando así 36 años de matrimonio. Es hincha declarado, pasional y condecorado del Deportivo Pereira, club de su ciudad natal.